# Éléa
Pour les articles homonymes, voir Eléa.
Éléa est un prénom féminin, fêté le 25 juin.

## Étymologie
D'origine incertaine et d'apparition récente en France, Éléa est une création littéraire de René Barjavel. C'est peut-être un diminutif d’Eleanor, ou une variante de Ela, Ele, dans les pays scandinaves. 
Éléa est aussi le nom d’un village de Grèce ou d’Élée (Ελέα en grec ancien) en Italie.

## Variantes
En français, les variantes les plus fréquentes sont : Ellea, Elhéa, Eleah[réf. nécessaire].

## Personnalités portant ce prénom
- Éléa Gobbé-Mévellec, animatrice et réalisatrice française
- Elea-Mariama Diarra, athlète française, spécialiste du 400 mètres.
- Éléa Clair, actrice originaire de Marseille.
- Elea Geissler, actrice née en 1988.

## Fictions
- Éléa est le nom de l'héroïne du roman de science-fiction, La nuit des temps, de René Barjavel, paru en 1968.

## Occurrence
En 2022 environ 15 701 Françaises portent ce prénom. Son année record d'attribution est 2010 avec 799 naissances. 2023 a vu naître 395 Elea.